# حزب پرچم سرخ
حزب پرچم سرخ حزبی کمونیست در ونزوئلا است. این حزب در ۱۹۷۱ توسط به عنوان انشعابی آنتی رویزیونیستی از «جنبش چپ انقلابی» تأسیس شد. در آن هنگام حزب پرچم سرخ طرفدار انور خوجه و حزب کار آلبانی بود.
رهبر کنونی این حزب گابریل رافائل پوئرتا آپونته است.
این حزب با هوگو چاوز مخالف بود و پس از پیروزی چاوز در انتخابات ۱۹۹۸ این حزب به گروه‌های دست راستی و سوسیال دموکرات (که مخالف چاوز بودند) نزدیک شد. این نزدیکی باعث جدایی بسیاری از اعضا شد.
شاخهٔ جوانان این حزب «اتحادیه جوانان انقلابی» نام دارد.